# Route 17 (Manitoba)
La Route 17 (PTH 17) est une route provinciale du Manitoba. Elle relie les routes 224 et 325 près de Hodgson à la route 9 près de Winnipeg Beach.
La route 17 est indiquée comme une route sud / nord depuis la route 325 jusqu'à la route 7 à Teulon et comme route ouest / est depuis cet endroit jusqu'à la route 9. La majeure partie de la route est asphaltée, à l'exception d'un tronçon en gravier entre la route 8 et la route 9.

## Description du tracé
La route 17 débute à une intersection avec la route 9 près de Winnipeg Beach en se dirigeant vers l'ouest. Ce segment de gravier parcourt 5 km (3,1 mi) avant d'atteindre la route 8, où elle devient une route asphaltée. Elle parcourt 15 km (9,3 mi) avant d'atteindre Teulon, qu'elle traverse et où elle croise la route 7. C'est à cette intersection que la route 17 ouest devient la route 17 nord et que la route 17 sud devient la route 17 est. Peu après avoir passé dans la communauté, elle bifurque vers le nord-ouest jusqu'à Inwood, où elle prend la direction nord.
La route 17 passe alors par Inwood, Narcisse et Poplarfield, où elle croise la route 68. Elle continue vers le nord en passant par Fisher Branch, et, plus au nord, rencontre la route 325. Elle forme un multiplex avec celle-ci vers le nord, puis vers l'est, après avoir marqué un virage à 90°. La route traverse Hodgson avant d'atteindre une intersection avec la route 224 aux limites sud de la Première Nation Peguis. À cet endroit, la route 17 prend fin et la route 325 poursuit vers l'est.

## Intersections majeures
| Division                | Ville         | km     | Destinations                           | Notes                                                                                                  |
| ----------------------- | ------------- | ------ | -------------------------------------- | --- |
| No. 13                  |               | 0,00   | PTH-9 – Gimli, Selkirk, Winnipeg Beach | |
| No. 13                  |               | 5,00   | PTH-8 – Gimli, Winnipeg                | |
| No. 14                  | Teulon        | 20,00  | PTH-7 – Arborg, Winnipeg               | Changement directionnel; la PTH-17 ouest devient la PTH-17 nord et la PTH-17 sud devient la PTH-17 est |
| No. 18                  |               | 42,00  | PR 229 est – Winnipeg Beach            | Terminus sud du multiplex avec la PR 229                                                               |
| No. 18                  | Inwood        | 44,00  | PR 416 sud                             | Terminus nord de la PR 416                                                                             |
| No. 18                  |               | 46,00  | PR 229 ouest                           | Terminus nord du multiplex avec la PR 229                                                              |
| No. 18                  | Narcisse      | 65,00  | PR 231 est                             | Terminus ouest de la PR 231                                                                            |
| No. 18                  |               | 76,00  | PR 419 ouest – Chatfield, Lundar       | Terminus est de la PR 419                                                                              |
| No. 18                  | Poplarfield   | 91,00  | PTH-68 – Eriksdale, Arborg             | |
| No. 18                  |               | 103,00 | PR 329 est – Morweena, Riverton        | Terminus ouest de la PR 329                                                                            |
| No. 18                  | Fisher Branch | 113,00 | PR 233                                 | |
| No. 18                  |               | 119,00 | PR 325 ouest – Ashern                  | Terminus sud du multiplex avec la PR 325                                                               |
| Limite No. 18–No. 19    |               | 127,00 | PR 224 nord – Peguis, Fisher River     | Terminus sud de la PR 224                                                                              |
| Limite No. 18–No. 19    |               | 127,00 | PR 325 est – Riverton                  | Terminus nord du multiplex avec la PR 325; la PTH-17 nord devient la PR 325 est                        |
| - Terminus de multiplex |               |        |                                        | |